# Lafutidin
{{Drugbox-lat
| verifiedrevid = 443919033
| IUPAC_name = 2-[(2-furilmetil)sulfinil]-N-((2Z)-4-{[4-(piperidin-1-ilmetil)piridin-2-il]oksi}but-2-en-1-il)acetamid
| image = Lafutidine.png
| width = 250
| image2 =
| width2 =
| tradename = 
| Drugs.com = Internacionalno ime leka
| pregnancy_AU = 
| pregnancy_US = 
| pregnancy_category = 
| legal_AU = 
| legal_CA = 
| legal_UK = 
| legal_US = 
| legal_status = 
| routes_of_administration = Oralno
| bioavailability = 
| protein_bound = 
| metabolism = 
| elimination_half-life = 
| excretion = 
| CAS_number_Ref =  
| CAS_number = 118288-08-7
| ATC_prefix = A02
| ATC_suffix = BA08
| ATC_supplemental = 
| PubChem = 5282136
| IUPHAR_ligand =
| ChEMBL_Ref =
| ChEMBL =
| DrugBank_Ref =  
| DrugBank = 
| UNII_Ref =  
| UNII = 49S4O7ADLC
| KEGG_Ref =  
| KEGG = D01131
| chemical_formula = 
| C=22 | H=29 | N=3 | O=4 | S=1 
| molecular_weight = 431,54 g/mol
| smiles =
| StdInChI_Ref =  
| StdInChI = 
| StdInChIKey_Ref =  
| StdInChIKey = 
}}
Lafutidin (INN) je antagonist H2 receptora.

## Spoljašnje veze
|  | Molimo Vas, obratite pažnju na važno upozorenje u vezi sa temama iz oblasti medicine (zdravlja). |